# Maria Garagouni
Maria Garagouni (griechisch Μαρία Γκαραγκούνη, * 21. Dezember 1975 in Griechenland) ist eine griechische Volleyballspielerin.
Maria Garagouni, die bei einer Körpergröße von 1,82 m auf der Position der Außenangreiferin spielt, begann ihre Karriere 1988 beim griechischen Verein EA Larisa, wo sie für sechs Jahre spielte. Im Sommer 1994 wechselte Garagouni zum Athener Verein Vrilissia, wo sie in den nächsten sechs Jahren neben vier Meisterschaften (1995, 1996, 1997, 1999) zweimal den Pokal gewinnen (1999, 2000) und 1999 den dritten Platz beim Europapokal der Pokalsieger erringen konnte. Nach einer einjährigen Station beim spanischen Erstligisten Burgos wechselte Garagouni über ZAON 2002 wieder zu Vrilissia zurück. Nachdem Garagouni mit ZAON und Vrilissia je ein weiteres Mal den Pokal gewinnen konnte, unterschrieb sie 2004 einen Vertrag beim Traditionsverein Panathinaikos Athen. Mit Athen erreichte Garagouni 2005 und 2006 das Double und traf wieder auf ihre jüngere Schwester Niki Garagouni, mit der sie zuvor schon bei EA Larisa sowie Vrilissia zusammen spielte.
Maria Garagouni ist ein fester Bestandteil der griechischen Nationalmannschaft und nahm mit dieser unter anderem an den Olympischen Spielen 2004 in Athen teil.

## Werdegang
| Zeitraum  | Verein              |
| --------- | ------------------- |
| 1988–1994 | EA Larisa           |
| 1994–2000 | Vrilissia           |
| 2000–2001 | Burgus              |
| 2001–2002 | ZAON                |
| 2002–2004 | Vrilissia           |
| 2004–2007 | Panathinaikos Athen |
| seit 2007 | Markopoulo          |

## Titel
- Griechischer Meister: 1995, 1996, 1997, 1999, 2004, 2005, 2006, 2007
- Griechischer Pokal: 1999, 2000, 2002, 2004, 2005, 2006

## Auszeichnungen
- MVP der griechischen Volleyballliga: 1999
- MVP des griechischen Pokalfinals: 2000, 2002, 2004, 2006

| Personendaten    | Personendaten                                               |
| ---------------- | ----------------------------------------------------------- |
| NAME             | Garagouni, Maria                                            |
| ALTERNATIVNAMEN  | Μαρία Γκαραγκούνη (griechisch)                              |
| KURZBESCHREIBUNG | griechische Volleyball-Nationalspielerin (Außenangreiferin) |
| GEBURTSDATUM     | 21. Dezember 1975                                           |
| GEBURTSORT       | Griechenland                                                |